# Theologie
Theologie (lateinisch theologia, griechisch θεολογία theología, von θεός theós ‚Gott‘ und λόγος lógos ‚Wort, Rede, Lehre‘), älter auch Gottesgelehrsamkeit und Gottesgelehrtheit, bedeutet „die Lehre von Gott“ oder Göttern im Allgemeinen und die Lehren vom Inhalt eines spezifischen religiösen Glaubens und seinen Glaubensdokumenten im Besonderen.

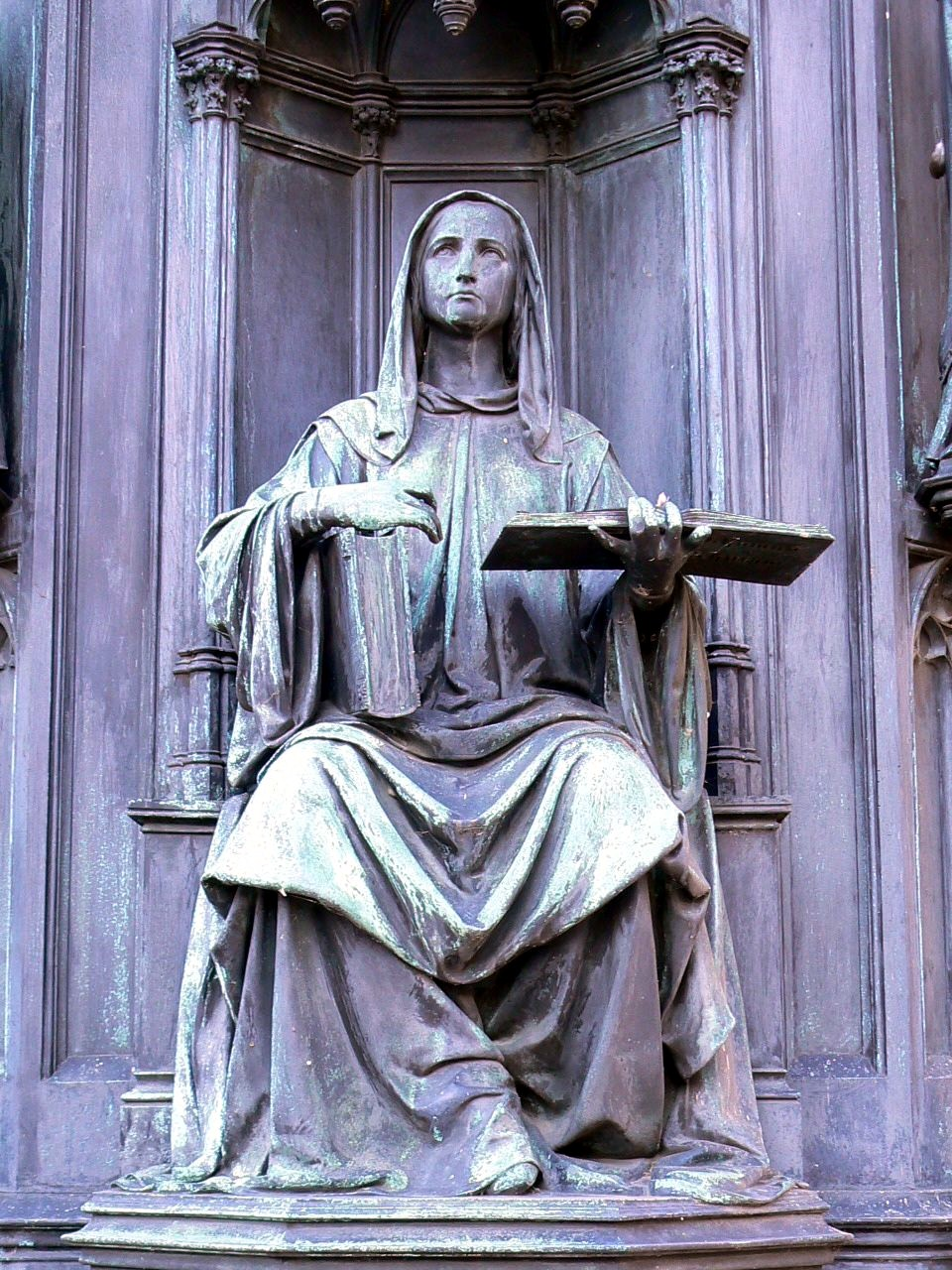
Personifikation der christlichen theologischen Fakultät am Denkmal Kaiser Karls IV. vor dem Altstädter Brückenturm der Prager Karlsbrücke

## Historische Entwicklung des Begriffs

### Griechische Antike
Der Begriff theologia trat in der griechischen Antike zu der dortigen polytheistischen Götterwelt auf. Dort bezeichnete er die „Rede von Gott“, das Singen und Erzählen (gr. μυθέεσθαι mythéesthai) von Göttergeschichten. (Später verstanden christliche Theologen wie zum Beispiel Karl Barth unter diesem Begriff „Gottes Rede zu den Menschen“.) Der älteste Beleg für dieses mythische Verständnis von Theologie findet sich in Platons Staat (379a). Platon legt an die Göttermythen der kritisierten Theologie den kritischen Maßstab der Frage nach der Wahrheit als dem Einen, Guten und Unveränderlichen an. Bei Aristoteles zeigt sich eine Umprägung des Theologiebegriffs: Theologie als die oberste der theoretischen Wissenschaften richtet sich darin auf das Göttliche als das erste und eigentliche Prinzip (Metaphysik (Aristoteles) 1064a/b). Die Theologie hat sich damit von der Mythologie hin zur Metaphysik gewandelt.

### Christentum
Im zweiten Jahrhundert wurde der Begriff von christlichen Autoren, den Apologeten, aufgegriffen, die ihn im Kontrast zur mythologia (Erzählen von Göttergeschichten) der polytheistischen heidnischen Autoren verwendeten. Bei Eusebius († 339/340) bedeutet der Begriff etwas wie „das christliche Verständnis von Gott“. Bei allen patristischen Autoren bezog sich der Begriff jedoch nicht auf die christliche Lehre im Allgemeinen, sondern nur auf die Aspekte von ihr, die sich direkt auf Gott bezogen. So wurden als einzige frühchristliche Autoren der Autor des Johannesevangeliums und Gregor von Nazianz spezifisch als „Theologen“ bezeichnet, weil Gott in ihrer Lehre im Mittelpunkt stand. Die Fragen nach dem Heilshandeln und der Heilsordnung Gottes für die Menschen wurden unter dem Begriff der Ökonomie (gr. οἰκονομία oikonomía) behandelt.

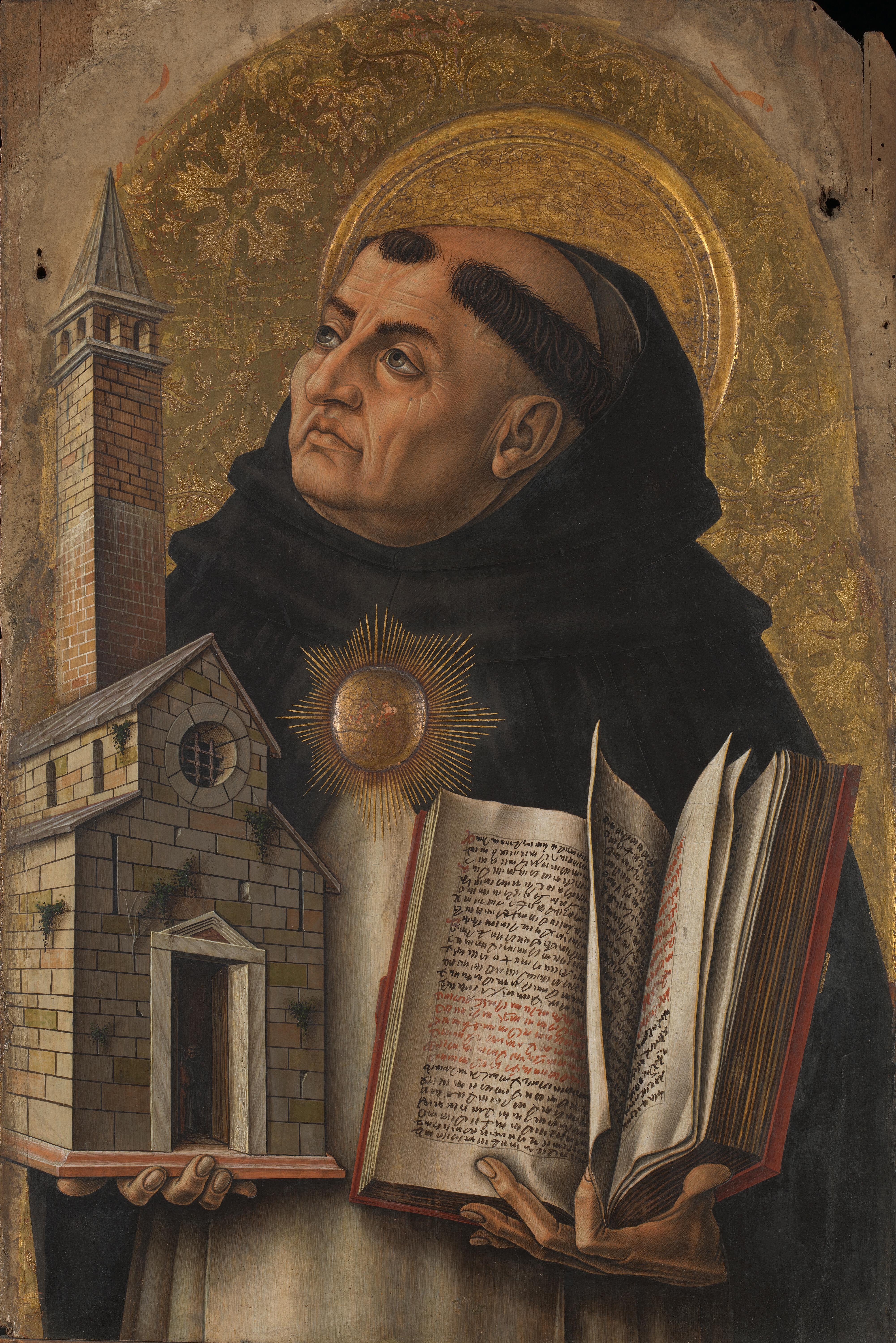
Thomas von Aquin

Theologen in der Alten Kirche waren häufig Bischöfe, im Mittelalter in der Regel Mönche. Mit der Entstehung der Universitäten als Ordenshochschulen im Mittelalter bildete die Theologie meist die erste Fakultät. Im Hochmittelalter bekam der Begriff bei Peter Abaelard (Frühscholastik) und Bonaventura (Hochscholastik) erstmals die allgemeinere Bedeutung „das Gebiet des heiligen Wissens“, das die gesamte christliche Lehre umfasste. Zum feststehenden Begriff in diesem Sinn wurde Theologie insbesondere aufgrund der Summa theologica von Thomas von Aquin, der Theologie in erster Linie als spekulative, theoretische Wissenschaft ansah.
 Die Reformatoren betonten den praktischen Aspekt der Theologie wieder stärker. Damit steht Martin Luther auch in der Tradition der monastischen Verankerung der Theologie wie sie im Mittelalter zum Beispiel bei Anselm von Canterbury und Bernhard von Clairvaux wirksam war. Praktische Wissenschaft war die Theologie in dem Sinne, dass sie ganz auf die Zueignung des Heils durch Gott, also auf den praktischen Vollzug des Glaubenslebens bezogen war. In diesem Sinne bestimmten auch zahlreiche Vertreter der lutherischen Orthodoxie die Theologie als eine scientia practica, die allerdings in ihrer Durchführung auch Anleihen bei der theoretischen Wissenschaft machen müsse. Deshalb gewannen die theologischen Systeme der lutherischen Orthodoxie vielfach äußerlich einen ähnlichen Charakter wie die alten scholastischen Summen, waren inhaltlich aber anders angelegt und auch in ihrem systematischen Aufbau (der sich an den analytischen ordo des Aristoteles anlehnte) stärker auf die Glaubenspraxis hin ausgerichtet. Teilweise etablierte sich auch wieder ein stärker oder rein theoretisches Verständnis der Theologie.
Die Unterscheidung der Theologie als Wissenschaft von der Glaubenspraxis und der unmittelbaren Erkenntnis des Glaubens wurde zur Zeit der lutherischen Orthodoxie durch den Theologen Georg Calixt vorbereitet. In Ansätzen liegt sie auch bei Abraham Calov und Johann Andreas Quenstedt vor. Während diese allerdings die Theologie dem Glauben vorordnen, wird das Verhältnis in der Aufklärung umgekehrt: Die Theologie ist als Reflexionsform gegenüber dem Glauben beziehungsweise der Religion sekundär. Diese Verhältnisbestimmung tritt erstmals bei Johann Salomo Semler auf. Friedrich Daniel Ernst Schleiermacher begriff die Theologie als eine positive Wissenschaft, die auf die Kirchenleitung bezogen ist. Während die Unterscheidung von Theologie und Glaube bis heute für den theologischen Diskurs maßgeblich ist, bleibt die Ausrichtung der Theologie auf die Kirchenleitung umstritten.

## Christliche Theologie
Die verschiedenen Theologien im Christentum verstehen sich als wissenschaftliche Auseinandersetzungen mit den Quellen des Glaubens (Biblische Theologie und Historische Theologie) und der Glaubenspraxis (Praktische Theologie) sowie als systematische Analyse und Darstellung des Glaubens (Systematische Theologie, unter anderem Fundamentaltheologie, Dogmatik und Ethik). Im 20. Jahrhundert kam als Disziplin die Interkulturelle Theologie hinzu, die das Verhältnis der christlichen Theologie und Praxis im Kontext verschiedener Kulturen, Religionen und Gesellschaften untersucht und sich den Fragen des interkulturellen wie interreligiösen Miteinanders widmet.
Christliche Theologie bezieht sich meist auf eine bestimmte Konfession. Hierbei werden nicht nur die dargestellten Inhalte, sondern oft auch die Denkweisen und angewandten Methoden von der jeweiligen Konfession bestimmt. In der wissenschaftlich betriebenen Theologie wird diese Tatsache selbst noch einmal problematisiert und reflektiert.

### Kritik innerhalb der Theologie
Kritik begleitet die ganze Kirchengeschichte, denn Auseinandersetzungen zwischen der etablierten Kirche und abweichenden Strömungen sind stets mit Kritik (an den Ansichten der anderen) verbunden. Daneben gibt es von Beginn an auch ein selbstkritisches Hinterfragen des eigenen Verständnisses. Paulus mahnte: „Prüft alles und behaltet das Gute!“ (1 Thess 5,21 ) und verwies auf die Vorläufigkeit unseres jeweiligen Erkenntnisstandes („unser Erkennen ist Stückwerk …“ 1 Kor 13,9.12 ). Gegenwärtig betonen theologische Lexika die kritische Aufgabe der Theologie. Für Heinzpeter Hempelmann ist Kritik „die einzig angemessene Antwort auf (einen) Offenbarungsanspruch“, denn die Spuren eines die menschliche Vernunft derart in Frage stellenden Ereignisses wie die Menschwerdung Gottes seien „unterscheidend und prüfend“ wahrzunehmen. Das Thema Kritik im Bereich der christlichen Religion behandelt Franz Graf-Stuhlhofer grundsätzlich im Buch Christliche Bücher kritisch lesen sowie in der Studie Facetten kritischen Denkens.

### Kritik an der Theologie
Einige Wissenschaftstheoretiker sprechen jeder (christlichen) Theologie aufgrund ihrer Bekenntnisgebundenheit die Wissenschaftlichkeit ab und kritisieren ihre Präsenz und Finanzierung an staatlichen Universitäten in Form von theologischen Fakultäten.
Kritik an der Theologie richtet sich zum Beispiel gegen
- eine fehlende Ergebnisoffenheit: „Gott“, „der Glaube“, „die Offenbarung“ und dergleichen würden vorausgesetzt und seien nicht falsifizierbar. Ein solcher Anspruch auf absolute Wahrheit sei in anderen Wissenschaften ausgeschlossen.[7] Mit Ausnahme einzelner Teildisziplinen gehe die Theologie in ihrer Gesamtheit ohne die Bejahung der Glaubenswahrheiten in Philologie, Hebraistik, Geschichte und Religionswissenschaft auf.
- eine fehlende Freiheit der Lehre: Theologische Lehrstühle würden im Einvernehmen mit der Kirche besetzt und zumindest an katholischen Fakultäten sei eine Lehrerlaubnis erforderlich, die im Konfliktfall entzogen werden kann, siehe Liste von katholischen Theologen, denen die Lehrerlaubnis entzogen wurde. Damit sei eine Freiheit der Lehre bzw. Forschungsfreiheit nicht mehr garantiert.
- eine Entfernung der dogmatischen Theologie von den Erfahrungen der Menschen, besonders von ihren Sehnsüchten, Ängsten und Nöten. Diese könne zu einem „Begriffsfetischismus“ herabsinken.[8]
- die parallele Existenz einer protestantischen und einer katholischen Theologie an Universitäten. Da sich beide auf dieselbe Tradition bezögen, widerspräche diese Trennung jeglichem Anspruch auf Wissenschaftlichkeit.[9]

Auf diese Kritikpunkte gibt es verschiedene Reaktionen seitens der Theologen:
Manche Theologen sehen Gott nicht als unmittelbaren Gegenstand einer theologischen Wissenschaft; zum Beispiel sieht Wolfhart Pannenberg Gott als Gegenstand des Glaubens. Vertreter der Natürlichen Theologie dagegen argumentieren für die grundsätzliche Erkennbarkeit Gottes mithilfe der (natürlichen) Vernunft, also auch ohne Glauben bzw. Annahme von Offenbarungen.
Mitunter beruht Kritik an der Theologie auf einem spezifischen, z. B. naturwissenschaftlich orientierten „objektiven“ Wissenschaftsbegriff, beispielsweise im Kontext des sogenannten Logischen Empirismus oder auch des Kritischen Rationalismus, z. B. bei Hans Albert. Einwände gegen solche Wissenschaftsverständnisse und alternative Vorschläge, z. B. in der Aufnahme von Ideen Thomas S. Kuhns, können daher die Grundlagen entsprechender Argumentationen verändern und den Raum öffnen, Theologie als Wissenschaft zu begreifen. Im Bereich der sogenannten Analytischen Philosophie wurden einerseits Argumente vorgebracht, die theologische Grundannahmen und Vorgehensweisen in Frage stellen, wie z. B. von John Leslie Mackie. Andererseits gibt es viele einflussreiche analytisch geschulte Forscher, die sich als Philosophen oder als Theologen („Analytische Theologie“) verstehen, und die in ihren Beiträgen Grundbegriffe und Grundprobleme der Theologie konstruktiv zu bearbeiten versuchen.

## Theologie in anderen Religionen
Konfessionell gebundene Fakultäten und Seminare gibt es in Deutschland nur für Christentum, Judentum und Islam. Es findet zwar im Rahmen der Vergleichenden Religionswissenschaft eine wissenschaftliche Beschäftigung mit vielen Religionen und ihren Inhalten statt, und es werden Studiengänge wie Judaistik und Islamwissenschaft angeboten, jedoch ist die Perspektive und Methodik hierbei deutlich von einer theologischen Herangehensweise unterschieden, und es gibt dabei auch keine konfessionelle Festlegung.

### Judentum
Im Judentum gibt es keine allgemeinverbindlichen Dogmen und demzufolge auch keine Theologie im eigentlichen Sinne („Lehre von Gott“). Die Hochschule für Jüdische Studien in Heidelberg wird vom Zentralrat der Juden in Deutschland getragen. Sie widmet sich der Wissenschaft des Judentums. Auch gibt es an mehreren Universitäten Studiengänge für Judaistik, die unabhängig von der Religionszugehörigkeit besucht werden können.

### Islam

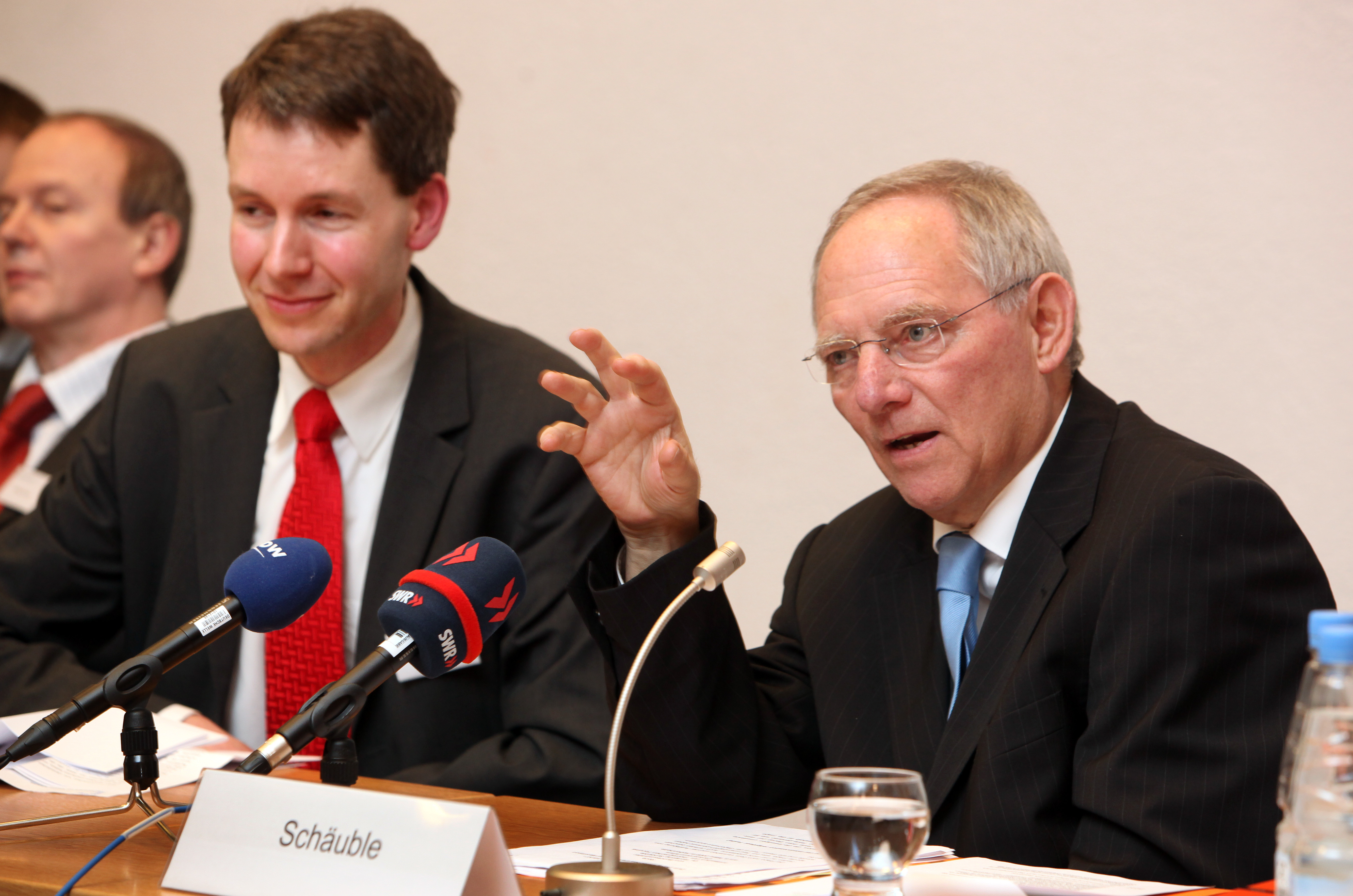
Wolfgang Schäuble spricht sich 2009 anlässlich des Theologischen Forums Christentum – Islam für islamisch-theologische Zentren aus.

Die islamwissenschaftlichen Institute und Seminare der Universitäten beschäftigen sich mit der Geschichte und Praxis des Islam aus einer forschenden Außenperspektive. Im deutschen Sprachraum ist seit 2009, für die Religionspädagogik auch bereits zuvor, darüber hinaus eine Islamische Theologie als akademische Disziplin mit einer Innenperspektive wissenschaftlicher Forschung entstanden:
Im Jahr 2010 sprach sich der Wissenschaftsrat für eine Einrichtung von Zentren für theologisch orientierte Islamische Studien an mehreren Standorten in Deutschland aus. Seitdem wurden unter Förderung des Bundesministeriums für Bildung und Forschung (BMBF) entsprechende Fachbereiche bzw. Zentren begründet an den Universitäten Erlangen-Nürnberg, Frankfurt, in Verbindung damit auch der Universität Gießen, in Münster, Osnabrück und Tübingen, seit 2019 auch an der Berliner Humboldt-Universität und der Universität Paderborn. Darüber hinaus gibt es Studienmöglichkeiten an den Pädagogischen Hochschulen in Freiburg im Breisgau, Karlsruhe und Ludwigsburg, vormals auch in Weingarten. Die Curricula führen klassische Studienstrukturen weiter wie die traditionellen Disziplinen Ilm al-Kalam (Systematische Theologie) oder Rechtswissenschaften Fiqh, schreiben diese auf neuere Fragestellungen und wissenschaftsmethodische Zugänge hin weiter und ergänzen zusätzliche Arbeitsschwerpunkte wie Religionspädagogik oder Praktische Theologie. Mehrere Standorte bieten auch Studiengänge mit spezifischen praxisbezogenen Schwerpunkten an, z. B. für Kontexte von Schule, Seelsorge, Wohlfahrtsarbeit oder Sozialer Arbeit. Mit der Akademie für Islam in Wissenschaft und Gesellschaft (AIWG) wurde 2017 in Frankfurt am Main eine Vernetzungs- und Kommunikationsplattform begründet, die unterschiedliche Projekte initiiert und fördert wie z. B. eine 2022 vorgestellte Studie zum Berufsfeld Islam.
In Österreich gibt es an den Universitäten Wien und Innsbruck Fachbereiche der Islamischen Theologie.
In Fribourg wurde 2016 das Schweizerische Zentrum für Islam und Gesellschaft (SZIG) an der Universität Fribourg als „Kompetenzzentrum für aktuelle gesellschaftliche Fragen zum Islam in der Schweiz mit Fokus auf einer islamischen Selbstreflexion“ eröffnet.
Das Verhältnis islamisch-theologischer Fachwissenschaft zur „muslimischen Glaubensgemeinschaft“ sieht Jan Felix Engelhardt in der Auswertung verschiedener Selbstbestimmungen als in fortwährender Aushandlung begriffen und von weitem Bezug, insofern „Problem- und Fragestellungen aus verschiedenen religiösen, ethischen, praktischen und Identität formierenden Bereichen von Musliminnen und Muslimen in Deutschland theologisch zu reflektieren“ sind; er beobachtet eine „Aufnahme (angenommener) glaubensgemeinschaftlicher Erwartungen und Bedürfnisse gegenüber der universitären Theologie in die Lehre und Forschung. Dabei werden allerdings mehrheitlich alle Musliminnen und Muslime weltweit als Angehörige dieser glaubensgemeinschaftlichen Bezugsgruppe definiert. […] Das Fach wird also nicht nach den Erwartungen eines religionsgemeinschaftlichen Adressatenkerns ausgerichtet, sondern nimmt alle Personen, die sich auf unterschiedliche Art und Weise als muslimisch identifizieren, in den Blick.“ In einem Positionspapier von 2019 sprechen sich „FachvertreterInnen der Islamisch-Theologischen Studien“ dafür aus, „dass die inhaltlichen curricularen Vorgaben, die Berufung von akademischem Personal, wie auch die Generierung von Forschungsschwerpunkten nach genuin fachlichen Kriterien zu erfolgen hat, um die Fachautonomie zu wahren und nachhaltig forschen und lehren zu können. Die FachvertreterInnen verpflichten sich der genuin theologischen Aufgabe, die immanenten Wahrheitsansprüche, so wie sie sich aus den Grundlagen des Islams heraus artikulieren lassen, zu reflektieren und auf dieser Basis die Religionspraxis der Glaubensgemeinschaften sowie öffentliche und mediale Islamdiskurse kritisch zu begleiten.“

### Hinduismus
Innerhalb des Hinduismus existiert keine einheitliche Theologie, da er keine zentralisierte Institution und kein dogmatisch festgelegtes Glaubenssystem kennt. Stattdessen umfasst der Hinduismus eine Vielzahl von philosophischen und theologischen Strömungen, die sich in ihren Auffassungen über das Universum, über das höchste Prinzip (häufig als Brahman, Paramatma, Ishvara oder Bhagavan bezeichnet) und über die individuelle Seele (ātman) deutlich unterscheiden. Die unterschiedlichen Sichtweisen werden traditionell als darśanas („Anschauungen“, „Sichtweisen“) bezeichnet.
Der Begriff „Hinduismus“ selbst ist eine geografische Bezeichnung, die ursprünglich von den Eindringlingen und Kolonisatoren der Region verwendet wurde. Der Begriff leitet sich vom Fluss Indus ab (auf Sanskrit „Sindhu“) und wurde von Persern und später auch von den Briten verwendet, um die Religionen und Philosophien der Menschen jenseits des Indus-Flusses zu kategorisieren. Die Anhänger dieser Traditionen bezeichneten ihre eigenen Lehren hingegen traditionell als Sanātana Dharma, was „ewige Wahrheit“ oder „ewige Ordnung“ bedeutet. Diese Selbstbezeichnung spiegelt die Vorstellung wider, dass die spirituellen Praktiken und Prinzipien des Hinduismus jenseits der Zeit und des Raums bestehen, als universelle, unveränderliche Wahrheiten. Daher ist der Begriff „Hinduismus“ eher eine westliche Konstruktion und keine Begrifflichkeit, die von den Traditionen selbst verwendet wird.
Eine der einflussreichsten philosophischen Schulen ist der Vedanta, der sich in verschiedene Unterrichtungen aufspaltet, darunter Advaita Vedanta (Nicht-Dualismus), Vishishtadvaita (qualifizierter Nicht-Dualismus) und Dvaita (Dualismus). Diese Schulen unterscheiden sich vor allem in ihrer Auffassung über das Verhältnis von Gott, Welt und Seele:
- Nach der Lehre des Advaita Vedanta (z. B. bei Shankara, 8. Jh. n. Chr.) ist Brahman das unbeschreibbare, unerschöpfliche, allwissende, allmächtige, nicht körperliche, allgegenwärtige, ursprüngliche, erste, ewige und absolute Prinzip. Es ist ohne Anfang und ohne Ende, in allen Dingen versteckt und die Ursache, die Quelle und das Material aller bekannten Schöpfung, selbst jedoch unbekannt und doch dem gesamten Universum immanent und transzendent. Anhand der Upanishaden beschreiben sie Brahman als das eine und unteilbare, ewige Universalselbst, das in allem anwesend ist und in dem alle anwesend sind.

- Der Vishishtadvaita Vedanta (z. B. bei Ramanuja) sieht zwar ebenfalls Brahman als das höchste Prinzip, betont jedoch die qualitative Verschiedenheit zwischen Seele und Gott – sie sind nicht völlig identisch, sondern miteinander verbunden wie Körper und Seele.

- Der Dvaita Vedanta (z. B. bei Madhva) vertritt eine streng dualistische Position: Gott (Vishnu) und die Seele sind für alle Ewigkeit voneinander verschieden.

Neben den vedantischen Schulen gibt es viele andere Theologien im Hinduismus, etwa im Vaishnavismus, Shaivismus und in den Shakti-Traditionen:
- Die Vaishnava-Theologie hat über Jahrhunderte hinweg eine detaillierte und reichhaltige Lehre über die Gestalten Vishnus (wie Krishna oder Rama), ihre Erscheinungsformen (Avatāras) und ihre Beziehung zur Welt und zur Seele entwickelt.
- Im Shaivismus werden Shiva und seine Manifestationen als höchstes Prinzip verehrt. Die theologischen Richtungen reichen hier von dualistischen bis zu nicht-dualistischen Formen.

- In den Shakti-Traditionen wird die Göttin (Devi oder Shakti) als höchste Wirklichkeit verehrt. Auch hier existieren sowohl philosophisch-theologische als auch rituell-mystische Ausprägungen.

Viele hinduistische Traditionen lehren eine Vielzahl von göttlichen Wesen (Devas), die als Aspekte, Kräfte oder Funktionen des höchsten Prinzips verstanden werden. Die konkrete Ausprägung hängt jedoch stark von der jeweiligen theologischen Ausrichtung ab. Die Devas werden in manchen Schulen als weltliche Manifestationen eines höchsten Herrn (Ishvara) verstanden, in anderen hingegen als eigenständige göttliche Entitäten. Moderne Institutionen wie das Oxford Centre for Hindu Studies oder das Bhaktivedanta College fördern heute das akademische Studium dieser theologischen Vielfalt auch im westlichen Raum.

### Wicca und Neopaganismus
So wie auch im Judentum, gibt es im Wicca keine Dogmen und demzufolge kein einheitliches theologisches Verständnis. Von den meisten Anhänger des Wicca werden die große Göttin und der gehörnte Gott nicht als real-existente Wesenheiten, sondern vielmehr als Sinnbilder für alle Aspekte des Seins verstanden, deren Verständnis zu einem erfüllten Leben führen soll. Gemeinsam haben alle Traditionen des Wicca und auch sonstige Religionen des Neopaganismus, dass sie die Natur als heilig betrachten und häufig so genannte Magie als rituelle Komponente eingesetzt wird.
Pagane Theologie, bzw. Pagan Studies, ist international bereits an vielen Universitäten und Seminaren (siehe auch: Cherry Hill Seminary) ein anerkanntes Studienfach.
Die älteste Erwähnung von paganer Theologie findet sich im Werk De Natura Deorum von Marcus Tullius Cicero (45 v. Chr.).